# La Cage – Brasserie sportive
La Cage – Brasserie sportive (appelée à l'origine La Cage aux Sports, jusqu'en 2015) est une enseigne de brasseries sportives québécoises, fondée en 1984, et qui en 2023 possède 38 établissements au Québec, et un en France.

## Histoire
Georges Durst, un Alsacien, crée la première « Cage aux sports » en 1984, dans le Vieux-Montréal, dont le nom évoluera en 2015 pour devenir « La Cage – Brasserie sportive ». Le lieu est conçu pour faire la fête et recevoir des familles qui se rassemblent pour regarder des matchs de hockey sur des grands écrans.
Les événements sportifs sont de toute sorte, tels le hockey des Canadiens de Montréal, le tennis, le curling, le golf, le football (Super BowlSuper Bowl), le baseball, des événements UFC, du soccer, etc.
En 1989, Jean Bédard, s'occupe d'ouvrir avec des amis la première franchise La Cage aux sports à Saint-Hyacinthe. Ensuite, il en ouvre deux autres, et devient président de l'enseigne en 1995. En 2024, il en est toujours président, et l'enseigne comporte 39 établissements, dont un à Bordeaux, en France.
Dans les années 1980 et 1990, les décors des brasseries La Cage aux sports sont chargés, avec des boiseries, des capitonnages rouge vif, de nombreux fanions, divers éléments dont des chevaux de carrousel, une cabine téléphonique anglaise, ainsi que le grand avion jaune typique de La Cage aux sports suspendu au plafond, etc. Puis les décennies suivantes l'enseigne évolue vers un style épuré. Début 2017, cinq établissements sont entièrement rénovés, ce qui porte à 20 le nombre d'établissements ayant évolué vers le nouveau design. Par ailleurs, si l'enseigne obéit toujours à l'équation « bouffe-bière-sport », elle étoffe son choix sous l'impulsion de Jean Bédard, passant notamment de trois à 24 bières proposées. Elle évolue au milieu des années 2010 vers un service de restauration plus classique, c'est-à-dire avec des menus plus variés qu'un simple poulet-frites,.
Entre 2005 et 2016, Sportscene, société propriétaire de La Cage, détient l'entreprise Interbox, qui organise et filme des combats de boxe. Interbox ne fait pas de profit, mais permet à La Cage de faire sa publicité et d'attirer une clientèle dans ses établissements. Notamment, le boxeur Lucian Bute, qui fait partie de l'écurie Interbox, est associé aux restaurants La Cage. Jean Bédard participe à la création de la rencontre entre Lucian Bute et le boxeur Jean Pascal,,. En 2016, lorsque Sportscene revend Interbox, La Cage conserve son droit de diffuser dans ses établissements des combats de boxe et d'arts martiaux mixtes.
Début 2022, Sportscene quitte les marchés boursiers. Elle est rachetée par son président Jean Bédard et un consortium d'investisseurs,,. Jean Bédard affirme que la fermeture du capital au public entraîne des simplifications : la société ne doit plus réaliser tous les trois mois un rapport public expliquant ce qui a été fait, ni dévoiler sa stratégie à l'avance. En juin 2022, Sportscene devient Groupe Grandio. A ce moment-là, Groupe Grandio contrôle une cinquantaine d'établissements, qui appartiennent à une dizaine d'enseignes : La Cage, mais aussi, par exemple, l'enseigne « Cochon dingue » ou l'enseigne « Moishes ».
En 2023, la Cage ouvre sa première succursale hors du Québec, à Bordeaux, en France,. La franchise se développe en France via François Bultel, cofondateur et président du réseau de boulangeries Ange. Le premier établissement, à Bordeaux, importe du Québec ses plats typiquement québécois, ainsi que ses principes. Le restaurant, qui possède 220 places assises, comporte notamment un écran géant de 80 m2,. L'ouverture d'un deuxième établissement est prévue à Aix-en-Provence. Par ailleurs, au cours de ses multiples déplacements à Bordeaux, Jean Bédard remarque l'équipe de hockey locale les Boxers. Avec Jacques Tanguay, ancien président de l'équipe de hockey Remparts de Québec, et l'entraîneur Patrick Roy, il devient actionnaire des Boxers, et s'en sert pour promouvoir La Cage.
En mars 2020, pendant la pandémie de covid-19, le gouvernement Legault ordonne la fermeture des salles à manger des restaurants. La Cage n'ouvre alors que 14 établissements, et uniquement pour vendre des repas à emporter. Les repas sont fabriqués dans une usine à Saint-Jean-Baptiste-de-Rouville, en Montérégie, dans laquelle l'entreprise a investi 500 000 $ pour les travaux d'adaptation. De plus, La Cage s'est alliée à d'autres restaurants, dont les offres paraissent également sur le site internet de La Cage où les clients peuvent passer commande. Sur le trimestre comptable qui a fini le 24 mai 2020, les ventes totales de la chaîne de restaurants ont baissé de 77%, et la société affiche une perte de 1,6 million sur son bénéfice avant intérêts, impôts, dépréciation et amortissement. En août 2020, six restaurants ne sont toujours pas ouverts.
Pendant l'été 2020, La Cage se lance dans les repas « prêt-à-cuisiner », que le client emmène chez lui, et qui se prépare ensuite en une dizaine de minutes. Cette offre comprend notamment des guédilles de homard et des hamburgers. En 2022, Jean Bédard affirme que la société ne souffre pas trop de la pandémie, mais que la situation est particulièrement difficile pour les employés, les restaurants ayant été obligés de fermer à partir de décembre 2021.

## Epicerie
Comme d'autres restaurants, La Cage commercialise ses plats les plus vendus en restaurant également dans des supermarchés. A partir de 1993, les ailes de poulet et les côtes levées de La Cage sont ainsi disponibles au rayon des surgelés dans les supermarchés,. Et en 2019, la société lance un programme de trois ans pour développer la vente en épicerie. Les nouveaux produits commercialisés sont les condiments (épices, vinaigrettes, sauces, mayonnaises), des boulettes pour les burgers, des boissons (bière, cidre),. En 2020, pendant la pandémie de covid-19, les ventes en épicerie sont multipliées par deux.

## Chiffres
En 2024, l'enseigne possède 38 établissements au Canada et un en France. Le chiffre d'affaires annuel moyen d'une brasserie La Cage est 4 millions de dollars canadiens.
En 2019, les brasseries La Cage représentent 85% du chiffre d'affaires de la société Groupe Sportscene. En 2022, juste avant de quitter la bourse et de devenir une société fermée, le Groupe Sportscene a une valeur en bourse estimée à 51 millions de dollars,,. 
En 2017, après avoir fermé 4 établissements, La Cage possède 45 établissements.